# Вайно, Антон Эдуардович
Анто́н Эдуа́рдович Ва́йно (эст. Anton Vaino; род. 17 февраля 1972, Таллин, Эстонская ССР, СССР) — российский государственный деятель эстонского происхождения. Руководитель Администрации президента Российской Федерации с 12 августа 2016 года. Член Государственного Совета Российской Федерации с 21 декабря 2020 года.
Постоянный член Совета Безопасности Российской Федерации с 12 августа 2016 года. Действительный государственный советник Российской Федерации 1-го класса (2008).
Из-за поддержки российско-украинской войны — под санкциями 27 стран ЕС, Великобритании, США, Канады, Швейцарии, Австралии, Украины, Новой Зеландии.

## Биография

### Происхождение
Антон Вайно родился 17 февраля 1972 года в Таллине, Эстонская ССР, СССР.
Происходит из семьи советских партийных и российских хозяйственных работников. Прадед Генрих (Хейнрих) Вайно, руководящий работник Томского обкома партии — активный участник борьбы за установление Советской власти в Сибири. В частности, принимал участие в подавлении восстания Чехословацкого корпуса, а также в подавлении антисоветского крестьянского восстания в Томской губернии. Сын Генриха, Карл Вайно (1923—2022) был руководящим партийным работником: в 1978—1988 годах занимал пост первого секретаря ЦК Коммунистической партии Эстонии. Отец Антона Вайно, Эдуард Вайно (род. 1949), председатель Делового совета Куба-Россия в Торгово-промышленной палате Российской Федерации, с 1990-го по 1997 год — главный представитель ОАО «АвтоВАЗ» в США; с 2009 года по 2020 — вице-президент по внешним связям и взаимодействию с акционерами ОАО «АвтоВАЗ». Мать Татьяна Галинская, в первом браке Вайно, во втором — Ежевская.
Семья уехала в Москву, когда Антону Вайно было 5 лет.
В 1996 году окончил факультет международных отношений Московского государственного института международных отношений МИД России.

### Государственная служба
С 1996 по 2001 годы работал в посольстве России в Японии (Токио).
С 2001 по 2003 годы работал сотрудником Второго департамента Азии МИД России.
С 2003 года по 2004 год работал в Управлении протокола президента Российской Федерации. Занимал должности консультанта, советника, заместителя начальника отдела.
С 2004 по 2007 год — заместитель начальника Протокольно-организационного управления президента Российской Федерации. 4 октября 2004 года присвоен классный чин — действительный государственный советник Российской Федерации 2-го класса.
С 26 апреля по 8 октября 2007 года — первый заместитель руководителя протокола президента Российской Федерации.
С 8 октября 2007 года по 25 апреля 2008 года — заместитель руководителя Аппарата Правительства Российской Федерации Виктора Зубкова. 22 января 2008 года присвоен высший классный чин — действительный государственный советник Российской Федерации 1-го класса.
25 апреля 2008 года назначен руководителем протокола председателя Правительства Российской Федерации — заместителем руководителя Аппарата Правительства Российской Федерации.
С 27 декабря 2011 года по 21 мая 2012 года — министр Российской Федерации — руководитель аппарата Правительства Российской Федерации.
С 22 мая 2012 года — заместитель руководителя Администрации президента Российской Федерации.
С 12 августа 2016 года — руководитель Администрации президента Российской Федерации. Включён в состав Совета безопасности Российской Федерации в качестве постоянного члена. 7 ноября 2016 года включён в состав Экономического совета при президенте Российской Федерации.
В конце февраля 2022 года Вайно попал под санкции Евросоюза из-за признания Россией самопровозглашённых ДНР и ЛНР.

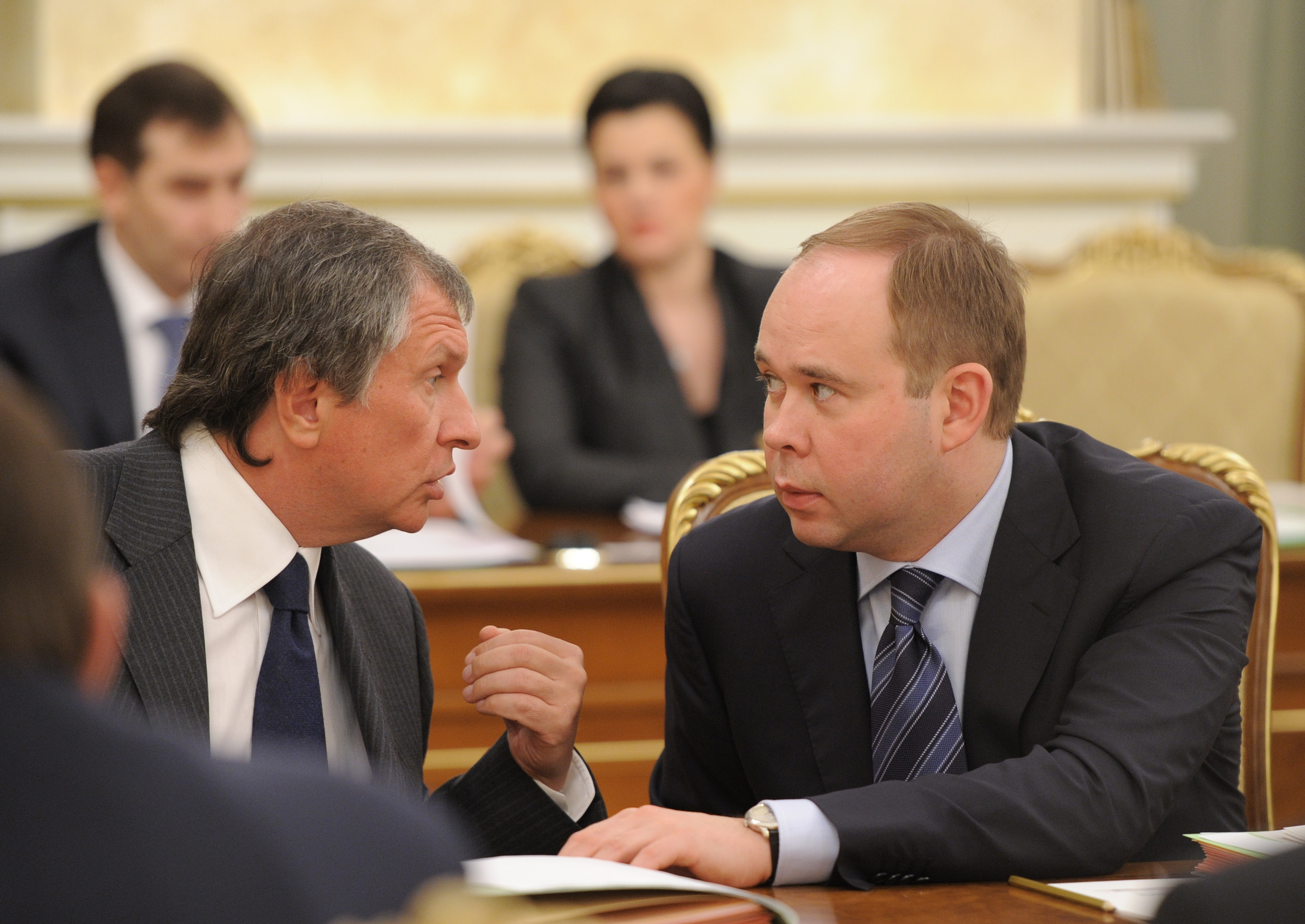
С Игорем Сечиным, 2012 год
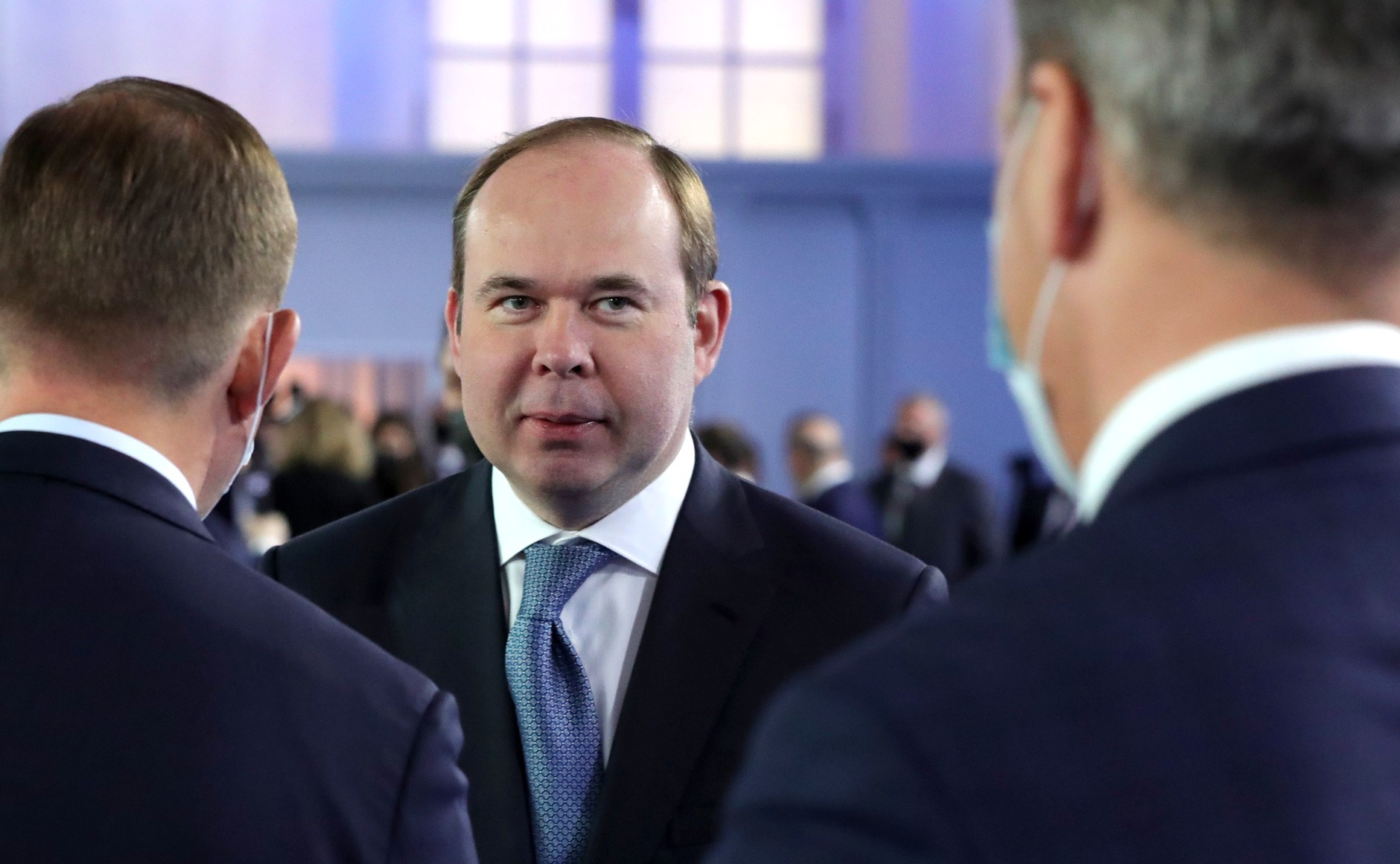
Руководитель Администрации президента Антон Вайно на Послании президента Федеральному Собранию в 2021 году

### Научная деятельность
Пресса приписывает Вайно изобретение «нооскопа» — прибора для фиксации изменений в ноосфере. Одним из его соавторов в этой работе называют советника президента РФ А. А. Кобякова.
Концепция «нооскопа» и научная статья «Капитализация будущего», опубликованная в журнале «Вопросы экономики и права» в 2012 году, стали наиболее обсуждаемыми темами, связанными с назначением Вайно на высокий государственный пост. Исследования Вайно получили освещение в ведущих международных СМИ.

## Международные санкции
Из-за поддержки российской агрессии и нарушения территориальной целостности Украины во время российско-украинской войны находится под персональными международными санкциями разных стран.
С 23 февраля 2022 года находится под санкциями всех стран Европейского союза за действия, которые дестабилизируют Украину:

Он играет активную роль в процессе принятия решений в Кремле, участвуя в работе российского Совета Безопасности и влияет на формирование решений президента в области обороны и национальной безопасности России. Антон Вайно также участвует в совещаниях по вопросам социально-экономического развития Крыма и Севастополя. — «Официальный журнал Европейского союза», Брюссель, 23 февраля 2022 года
28 февраля 2022 года внесён в санкционный список Канады лиц «которые несут наибольшую ответственность за неспровоцированное и неоправданное вторжение России в Украину».
6 апреля 2022 года включён в санкционный список Соединённых Штатов Америки «против России за её злодеяния в Украине».
По аналогичным основаниям, с 24 мая 2022 года находится под санкциями Великобритании. С 25 февраля 2022 года находится под санкциями Швейцарии. С 25 февраля 2022 года находится под санкциями Австралии. Указом президента Украины Владимира Зеленского от 7 сентября 2022 года находится под санкциями Украины. С 5 апреля 2022 года находится под санкциями Новой Зеландии.

## Награды
- Почётная грамота Президента Российской Федерации (16 февраля 2012 года) — за заслуги в обеспечении деятельности Правительства Российской Федерации и многолетнюю добросовестную работу[29]
- Благодарность президента Российской Федерации (24 ноября 2005 года) — за заслуги в подготовке и проведении торжественных мероприятий, посвящённых 60-летию Победы в Великой Отечественной войне 1941—1945 годов[30]

## Семья и личная жизнь

### Семья
Жена — Елена Алексеевна Шуленкова (род. 1968), уроженка Люберец.
Сын — Александр Вайно, выпускник МГИМО.

### Собственность и доходы
Согласно официальной декларации за 2015 год, Антон Вайно заработал 2 млн 157 тыс. рублей за инвестиции, является собственником квартиры 111,7 м², земельного участка 2840 м², двух машиномест (13,9 м² и 12,7 м²), а также у него в пользовании ещё одна квартира 155,5 м² и земельный участок 6058 м².
Чиновник владеет 2-этажным зданием (454,2 м²) на Клязьминском водохранилище в Мытищинском районе Подмосковья. Ранее жилой объект принадлежал туристическому пансионату, а затем собственником стало ООО «Клязьма-Хаус-6», в числе учредителей которого указано ООО «Третий причал». В свою очередь, «причалом» владеют холдинговая компания «Гута» и кипрский офшор Tekilina Investment ltd.
Супруга Вайно — Елена Шуленкова за тот же период заработала 10 млн 111 тыс. руб. В её собственности находится квартира (155,5 м²), жилой дом (35,3 м²), машиноместо (13,4 м²) и земельный участок (3200 м²).
14 апреля 2012 года, за месяц до назначения Антона Вайно заместителем руководителя администрации президента Российской Федерации, собственником земельного участка и особняка его супруги в коттеджном поселке «Речное» стала уроженка Таллина 64-летняя Татьяна Ежевская (урожденная Галинская, в первом браке Вайно), мать Антона Вайно, супруга Виктора Ежевского, сына бывшего министра сельскохозяйственного машиностроения СССР (1980—1988) Александра Александровича Ежевского (1915—2017), заседавшего вместе с Карлом Вайно в Верховном Совете СССР 11-го созыва.
Согласно данным, размещенным в декларации, содержащей сведения о доходах, расходах, об имуществе и обязательствах имущественного характера лиц, замещающих государственные должности Российской Федерации, за 2017 год Антон Вайно заработал 256 млн рублей, в 2018 — 9 649 906 рублей. Доход его супруги за тот же период составил 5 003 704 рубля.
Согласно Архиву Пандоры, являлся владельцем или имел связь с офшорной компанией.